# 랄랑드 21185
랄랑드 21185(Lalande 21185)는 큰곰자리 방향에 있는 항성으로 북반구에서 관측 가능한 적색왜성들 중 가장 밝은 항성이다.(남반구의 적색왜성들 중에서는 현미경자리 AX와 라카유 9352가 랄랑드 21185보다 밝다.) 적색왜성 치고 꽤 밝은데다 지구와 상대적으로 가까운 거리에 있지만 가시광선에서의 겉보기등급은 7.5로 매우 어두워서 맨눈으로 볼 수 없다. 작은 망원경 또는 쌍안경을 이용하면 관측 가능하다.
지구로부터의 거리는 약 8.31 광년 (2.55 파섹)으로 태양계에서 매우 가까운 항성들 중 하나이다. 랄랑드 21185보다 가까운 항성(계) 혹은 준항성들은 센타우루스자리 알파, 바너드별, 볼프 359, 갈색왜성 루만 16, WISE 0855−0714 외에 없다. 가까운 거리 때문에 이 별은 빈번히 천문측량과 기타 연구활동의 대상이 되며 그 결과 여러 가지 명칭으로 불리고 있다. 연구논문들이 가장 흔히 사용하는 명칭으로는 BD+36 2147, 글리제 411, HD 95735가 있다. 지금으로부터 약 19900년 후 랄랑드 21185는 태양에 약 4.65 광년 (1.43 파섹)까지 접근할 것이다.

## 관측 역사

2만 년 전부터 8만 년 후까지 10만 년의 기간 동안 태양계 주변의 항성과 태양 사이 거리를 그래프로 나타낸 것. 랄랑드 21185(분홍색 선)는 약 19900년 후 태양에 최근접한다.

1801년 프랑스 파리 천문대 소속의 제롬 랄랑드는 랄랑드 21185의 천구좌표를 성표 Histoire Céleste Française에 최초로 수록했다. 그는 관측된 항성들 대다수에 랄랑드 21185를 포함하여 순번을 매겼는데 이 체계는 프랜시스 베일리가 쓴 위 성표의 1847년 개정판에 소개되었다. 오늘날 이 별은 보편적으로 다른 몇몇 별들과 함께 랄랑드 성표 번호로 불리고 있다.
1857년 5월 프리드리히 빌헬름 아르겔란더는 이 별이 높은 고유운동 값을 갖고 있음을 발견했다. 따라서 랄랑드 21185는 종종 '아르겔란더의 두 번째 별'로 불리기도 한다. ('첫 번째 별'은 그룸브리지 1830으로 아르겔란더가 1842년 발견했으며 역시 고유운동 값이 크다.)
1857년부터 1858년에 걸친 관측을 통해 프리드리히 아우구스트 테오도어 비네케는 이 항성의 시차가 0.511 초각임을 최초로 측정했고 이로부터 이 별과 태양 사이 거리가 센타우루스자리 알파 항성계 다음으로 가까움도 처음 알아냈다. 이후 20세기 초 천체사진술을 이용하여 랄랑드 21185의 거리가 최초 추정치보다 더 멀고, 어두운 적색왜성 볼프 359와 바너드별이 랄랑드 21185보다 지구와 더 가깝다는 사실을 밝혀냈다.

## 특성
랄랑드 21185는 전형적인 분광형 M의 주계열성(적색왜성)으로 질량은 태양의 약 46%이고 표면 온도는 태양보다 훨씬 차가운 3828 켈빈이다. 이 별은 본질적으로 어두워 절대등급은 10.48에 불과하며 에너지 대부분을 적외선 영역에서 방출하고 있다. 태양과 비교했을 때 수소 및 헬륨보다 무거운 원소가 항성에 얼마나 분포하는지의 비율을 금속함량으로 나타낼 수 있다. 랄랑드 21185의 금속함량 로그는 −0.20으로 금속의 비중이 약 10−0.20배 또는 태양의 63%이다. 이 상대적으로 아담한 항성의 표면 중력(log g = 4.8 cgs)은 대략 지구 표면의 65배에 이르며 이는 태양 표면 중력의 두 배가 넘는 값이다.
랄랑드 21185는 변광성 일반 목록에 용자리 BY형 변광성으로 등재되어 있다. 이 별이 받은 변광성 기호는 NSV 18593이다. SIMBAD를 포함해서 여러 성표들 역시 이 별을 섬광성으로 정의한다. 다만 이 성표들이 모두 사용하는 주요 참조문헌은 랄랑드 21185를 섬광성으로 보지 않는다. 상기 문헌에서의 관측 결과에 따르면 랄랑드 21185는 다른 섬광성들과 비교할 때 상당히 조용하다. 랄랑드 21185는 엑스선을 방출한다.

## 행성계 존재에 대한 논란
1951년 네덜란드 천문학자 페터르 판더캄프와 제자 사라 레이 리핑콧은 스와스모어 대학 소재 스프롤 천문대의 24인치 반사망원경으로 촬영한 사진건판들을 이용하여 위치천문학적 방법으로 랄랑드 21185에 행성계가 있다고 주장했다. 1960년 사라 리핑콧은 매개변수들만 수정하여 1951년의 행성계 주장을 반복하여 발표했다. 그녀는 원래의 사진건판들과, 동일한 망원경으로 찍은 새 사진건판들을 사용했다. 같은 시기 판더캄프는 같은 천문대에서 찍은 사진건판들을 이용하여 바너드별에 행성계가 존재한다고 주장했다. 이 사진건판들은 스프롤 24인치 반사망원경으로 만들어 낸 것들로, 이 발표들과 추후 잘못된 것으로 밝혀진 기타 연구들에도 이용되었다. 1974년 앨러게니 천문대의 조지 게이트우드는 측성 수치들을 통해 두 항성이 각각 동반 행성을 거느리고 있다는 판더캄프와 리핑콧의 주장들을 반박하였다.
1996년 동일인 조지 게이트우드는 미국 천문학 협회의 회의에서, 그리고 언론을 향해 측성학적 방법을 통해 랄랑드 21185를 도는 행성 여러 개를 발견했다고 발표했다. 게이트우드는 수 년에 걸쳐 항성을 정교하게 관측한 뒤, 랄랑드 21185의 위치 변화는 하나 혹은 그 이상의 동반 천체로 인해 생기는 반사적인 공전 운동이라는 가설을 논문으로 발표했다. 그는 상기 동반천체들은 적색왜성으로부터 0.8 초각 이상 떨어져 있을 것이라고 주장했다. 하지만 게이트우드가 상기 주장보다 수 년 앞서 발표한 논문 및 다른 천문학자들의 후속 논문들(코로나그래프와 멀티필터 기법으로 항성의 산란광 효과를 감소시킴)에 따르면 항성의 동반 천체는 발견되지 않았기 때문에 게이트우드의 주장은 아직까지 검증되지 않았다. 그러나 2017년마우나케아 소재 켁 천문대의 HIRES 시스템이 수집한 데이터로부터 행성 후보 하나가 게이트우드의 주장보다 항성에서 훨씬 가까운 궤도를 돌고 있다는 증거가 발견되었다. 이 후보 천체의 공전 주기는 9.8693 ± 0.0016 일에 불과했으며 최소질량은 지구의 3.8 배였다.
SOPHIE 에셀 분광기를 이용하여 추가적으로 이 별의 시선속도를 연구하고 원 신호를 검토한 결과 상기 9.8693 일 주기는 발견할 수 없었다. 대신 두 데이터 세트로부터 별을 12.95 일 혹은 1.08 일 주기로 도는 행성 하나가 있다는 가설이 제기되었다. 두 주기 중 1.08 일보다 12.95 일이 보다 가능성이 높아 보인다. 이로부터 구할 수 있는 이 행성의 최소 질량은 지구의 2.99 배로,  궤도는 타원형이고 항성에 너무 가까워서 생물권을 지나가지 않는다.
| 동반 천체 (항성에서 가까운 순서) | 질량     | 긴반지름 (AU) | 공전주기 (일)    | 이심률    | 궤도경사각 | 반지름 |
| -------------------------------- | -------- | ------------- | ---------------- | --------- | ---------- | ------ |
| b                                | ≥2.99 M⊕ | 0.0785±0.0027 | 12.9532 ± 0.0079 | 0.22±0.13 | —          | —      |

### 행성 질량의 상한선
이 항성의 시선속도는 매우 일정해서 천문학자이자 행성 사냥꾼 제프리 마시는 랄랑드 21185를 적색왜성의 안정성 단계들 중 '평범함'의 완벽한 예시로 취급하고 있다. 이런 부정적인 결과들과 기타 연구들이 랄랑드 21185에 행성계가 존재할 가능성을 전적으로 차단하는 것은 아니지만, 존재 가능한 행성의 질량에 상한선을 설정한다. 앞으로 수행될 지상 및 우주 기반 관측들은 이 상한선을 분명히 낮출 것이며 질량 작은 행성을 발견할 수도 있을 것이다.
랄랑드 21185의 생명체 거주가능 영역(지구 비슷한 행성에 액체 물이 존재할 수 있는 위치)은 0.11 ~ 0.24 천문단위 영역에 걸쳐 형성된다. 여기에서 1 천문단위는 지구로부터 태양까지의 평균 거리이다.

## 같이 보기
- 땅꾼자리 70
- 바너드별
- 가까운 항성 목록
- 볼프 359

### 내용주
1. ↑  랄랑드 21185의 절대안시등급 {\displaystyle \scriptstyle M_{V_{\ast }}=10.48}과 태양의 절대안시등급 {\displaystyle \scriptstyle M_{V_{\odot }}}  =  {\displaystyle \scriptstyle 4.83}을 알면 랄랑드 21185의 안시광도는 다음과 같이 구할 수 있다. {\displaystyle \scriptstyle {\frac {L_{V_{\ast }}}{L_{V_{\odot }}}}=10^{0.4\left(M_{V_{\odot }}-M_{V_{\ast }}\right)}} = 0.005495 Lv⊙